# Olencira praegustator
Olencira praegustator là một loài chân đều trong họ Cymothoidae. Loài này được Latrobe miêu tả khoa học năm 1802.